# Flaona
La flaona és una pasta farcida de crema en forma de mitja lluna que pot trobar-se en diferents pastisseries de l'Empordà, amb una antiguitat de dos-cents anys. Inclou ingredients com la farina, sucre, llet, ous, emulsionant, llimona i canyella. La denominació de flaona ja apareix esmentat el 1279 a la carta de població de Palamós com un producte fornejat.